# Старовіскіткі
Старовіскіткі (пол. Starowiskitki) — село в Польщі, у гміні Віскітки Жирардовського повіту Мазовецького воєводства.
Населення — 147 осіб (2011).
У 1975-1998 роках село належало до Скерневицького воєводства.

## Демографія
Демографічна структура станом на 31 березня 2011 року:
|          | Загалом | Допрацездатний вік | Працездатний вік | Постпрацездатний вік |
| -------- | ------- | ------------------ | ---------------- | -------------------- |
| Чоловіки | 75      | 18                 | 48               | 9                    |
| Жінки    | 72      | 14                 | 39               | 19                   |
| Разом    | 147     | 32                 | 87               | 28                   |